# West Mineral
West Mineral és una població dels Estats Units a l'estat de Kansas. Segons el cens del 2000 tenia 243 habitants.

## Demografia
Segons el cens del 2000, West Mineral tenia 243 habitants, 100 habitatges, i 73 famílies. La densitat de població era de 275,9 habitants/km².
Dels 100 habitatges en un 28% hi vivien nens de menys de 18 anys, en un 54% hi vivien parelles casades, en un 13% dones solteres, i en un 27% no eren unitats familiars. En el 23% dels habitatges hi vivien persones soles el 16% de les quals corresponia a persones de 65 anys o més que vivien soles. El nombre mitjà de persones vivint en cada habitatge era de 2,43 i el nombre mitjà de persones que vivien en cada família era de 2,82.
Per edats la població es repartia de la següent manera: un 25,1% tenia menys de 18 anys, un 7,8% entre 18 i 24, un 28,8% entre 25 i 44, un 24,3% de 45 a 60 i un 14% 65 anys o més.
L'edat mediana era de 36 anys. Per cada 100 dones de 18 o més anys hi havia 97,8 homes.
La renda mediana per habitatge era de 31.042 $ i la renda mediana per família de 40.000 $. Els homes tenien una renda mediana de 28.036 $ mentre que les dones 22.500 $. La renda per capita de la població era de 15.176 $. Entorn del 8,3% de les famílies i el 15,4% de la població estaven per davall del llindar de pobresa.

## Poblacions més properes
El següent diagrama mostra les poblacions més properes.